# Adoxia perplexa
Adoxia perplexa es un coleóptero de la familia Chrysomelidae. Fue descrita científicamente por primera vez en 1917 por Broun.